# Реджепова, Эсма
Эсма Реджепова (макед. Есма Реџепова, полн. Эсма Реджепова-Теодосиевска (макед. Есма Реџепова-Теодосиевска); 8 августа 1943 года в Скопье — 11 декабря 2016 года, там же) — македонская певица цыганского происхождения. Вместе с Влатко Лозаноски представляла Македонию на конкурсе песни «Евровидение-2013», с песней «Пред да се раздени» (заменила  8 марта 2013 года  песню тех же исполнителей Imperija).

## Биография
В 14-летнем возрасте победила на конкурсе молодых исполнителей, проводившемся республиканским радио, где была замечена известным исполнителем и будущим мужем Стево Теодосиевским. За этим дебютом последовала продолжительная исполнительская карьера. Одна из песен Реджеповой вошла в саундтрек фильма «Борат».